# Afrika Korps

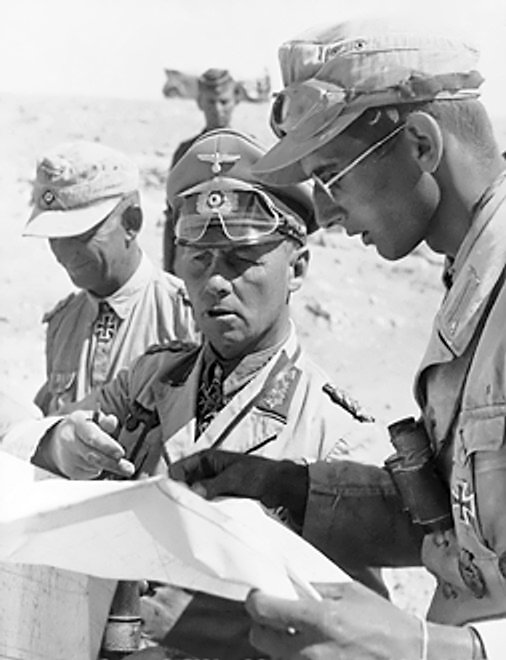
Erwin Rommel (pośrodku)

Afrika Korps (Afrikakorps, pełna nazwa: Deutsches Afrikakorps – DAK) – niemiecki korpus ekspedycyjny utworzony 12 lutego 1941 w celu udzielenia wsparcia siłom włoskim w Afryce Północnej pobitym przez Brytyjczyków w wyniku rozpoczętej 7 grudnia 1940 operacji Compass. Na czele DAK stanął gen. Erwin Rommel.

## Historia

### Geneza
Wobec beznadziejnej sytuacji wojsk włoskich walczących w Afryce Północnej, Hitler postanowił wysłać tam korpus ekspedycyjny. Skierowanie DAK do Afryki odbywało się na prośbę włoskiego sztabu generalnego. Uzgodnił on z OKH i gen. Franzem Halderem podporządkowanie sił niemieckich dowództwu włoskiemu.
Deutsche Afrika Korps jest jedną z najbardziej znanych niemieckich formacji wojskowych walczących na frontach II wojny światowej. Złożyło się na to kilka przyczyn. Sukcesy niemieckich żołnierzy oraz charyzmatyczna osobowość generała, później feldmarszałka Erwina Rommla doprowadziły do spopularyzowania Afrika Korps w brytyjskich i światowych mediach. Jednocześnie w przeciwieństwie do wielu jednostek Wehrmachtu walczących na innych frontach, żołnierzy Afrika Korps nie obciążały zbrodnie wojenne popełniane na ludności cywilnej i dzięki temu legenda formacji mogła być kultywowana również w okresie powojennym. Popularność formacji doprowadziła do powstania pewnych nieścisłości dotyczących udziału wojsk niemieckich w wojnie w Afryce. W efekcie całość tych sił określa się mianem Afrika Korps, co jest nieprawdą, gdyż w sierpniu 1941 roku doszło do reorganizacji wojsk niemieckich i utworzenia wyższego szczebla dowodzenia: Panzergruppe Afrika. Jej dowódcą został Erwin Rommel, opuszczając tym samym stanowisko dowódcy Afrika Korps, którym mianowano generała porucznika Ludwiga Crüwella. Afrika Korps stał się najistotniejszym komponentem Panzergruppe Afrika i to jemu podczas walk powierzano najtrudniejsze zadania. Jednak jako korpus zgodnie ze schematem organizacyjnym Wehrmachtu składał się z dwóch dywizji, różniąc się od innych korpusów jedynie bardziej rozbudowanymi służbami logistycznymi. Dzięki wysokiemu poziomowi niemieckiej kadry oficerskiej, często dokonywano rotacji i wymiany poszczególnych jednostek pomiędzy różnymi związkami operacyjnymi, co było rzadko praktykowane w innych armiach. Dlatego niemal wszystkie dywizje i brygady niemieckie walczące w Afryce przewinęły się przez szeregi Afrika Korps, a kilka razy w ramach korpusu znalazły się też dywizje włoskie.
Pierwsze plany wysłania wojsk niemieckich do Afryki pojawiły się już latem 1940 roku, kiedy Niemcy planowały inwazję na Wielką Brytanię. Niemiecko-włoskie rozmowy sztabowe przeciągały się i dopiero 12 listopada Adolf Hitler wydał rozkaz o przerzuceniu do Afryki Trzeciej Dywizji Pancernej (3 DPanc.). Zanim do tego doszło, Brytyjczycy nie tylko powstrzymali powolną ofensywę włoską w Egipcie, lecz rozpoczęli błyskawiczną kontrofensywę zakończoną rozbiciem sił Benito Mussoliniego w Cyrenajce. Pogarszająca się sytuacja skłoniła niemieckie dowództwo do szybszego przerzutu wojsk do Libii, lecz zamiast całej 3 DPanc., która nie była w pełni gotowa do działań, zdecydowano się na użycie doraźnie sformowanej 5 Dywizji Lekkiej (5 DLek.). Szóstego lutego feldmarszałek Wilhelm Keitel wydał dyrektywę o rozpoczęciu dyslokacji wyznaczonych oddziałów, 12 lutego do Trypolisu przybył Erwin Rommel, a 18 lutego specjalnym rozkazem Hitlera powołano Deutsche Afrika Korps i ten dzień z formalnego punktu widzenia można uznać za początek istnienia formacji.

### Początkowy skład
Siły niemieckie składały się z 5 Dywizji Lekkiej dowodzonej przez gen Johannesa Streicha, wzmocnionej 5 pułkiem pancernym. Dywizję przekształcono następnie w 21 Dywizję Pancerną.
W jej skład wchodziły:
- 5 pułk czołgów
- 200 zmotoryzowany pułk piechoty
- 1 dywizjon 75 pułku artylerii

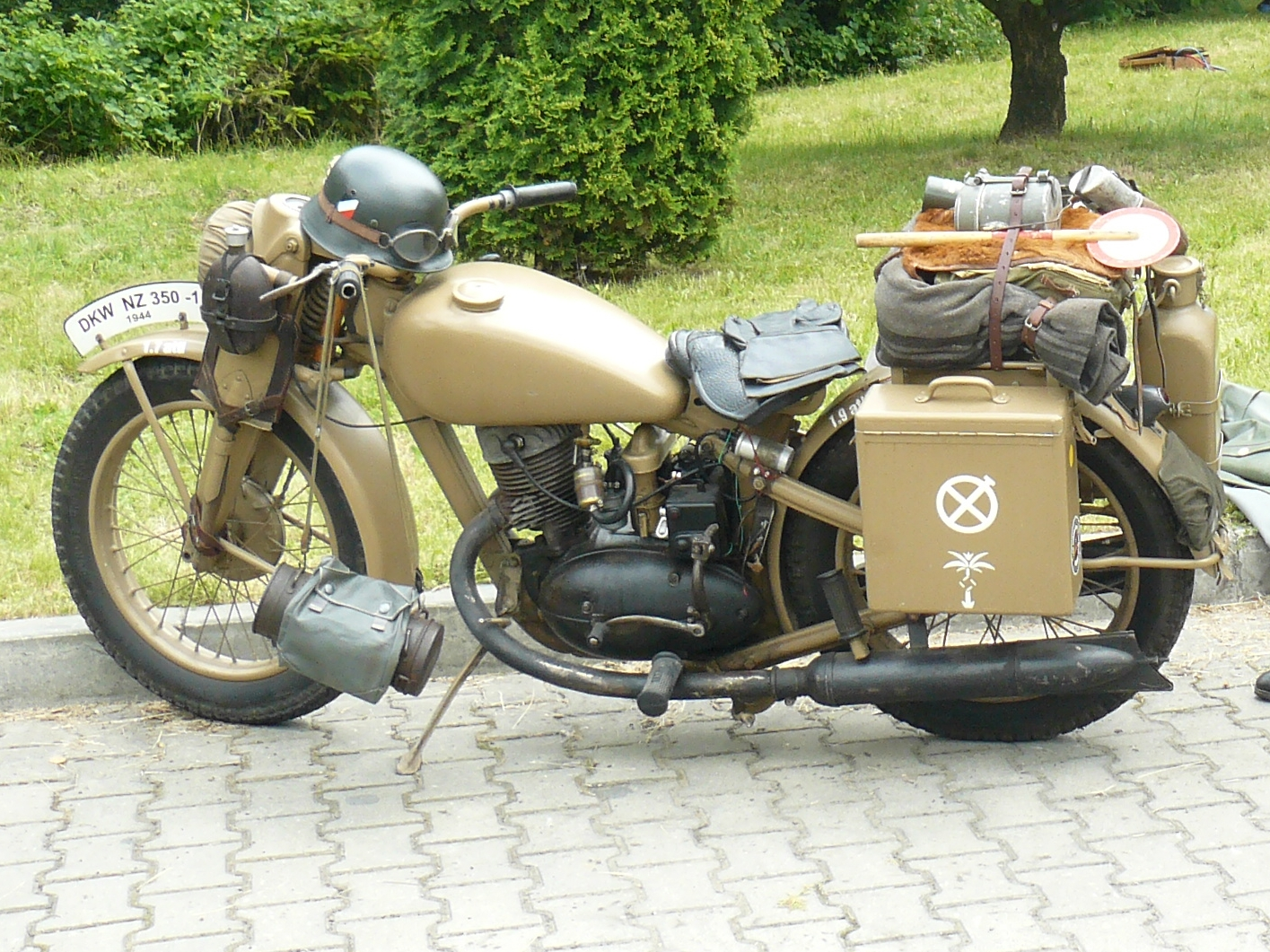
Motocykl DKW NZ 350 używany w Afryce

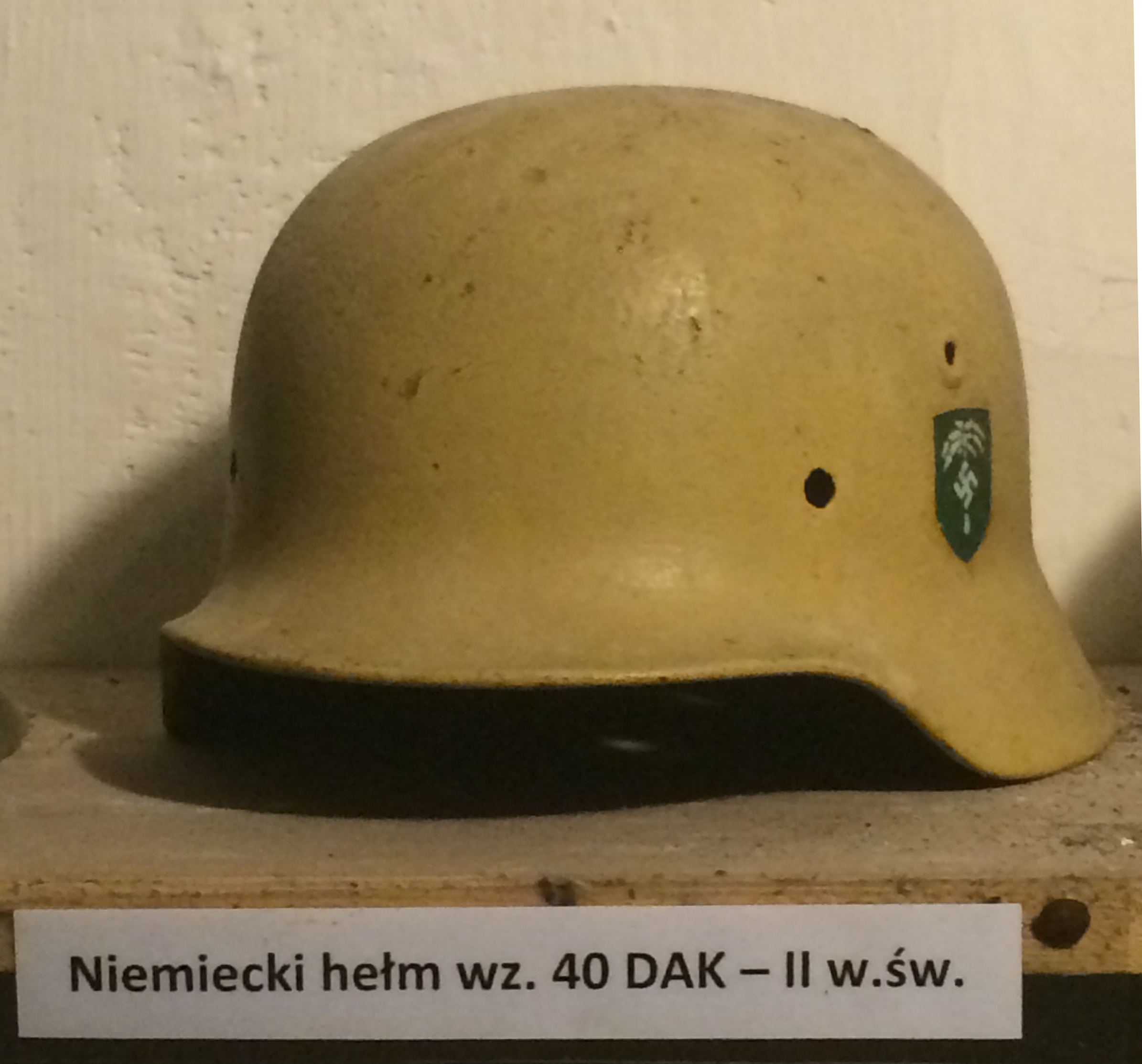
Hełm w malowaniu pustynnym DAK

- 1 bateria 33 Dywizjonu Artylerii Przeciwlotniczej
- 39 Dywizjon Artylerii Przeciwpancernej
- 606 Dywizjon Samobieżnej Artylerii Przeciwlotniczej
- 605 Dywizjon Niszczycieli Czołgów
- 3 Dywizjon Rozpoznawczy
- 200 Batalion Saperów
- kompania łączności
- 800 i 804 kompania filtracyjna (mająca zapewnić wodę pitną dla jednostek bojowych)

### Kolejne jednostki i ich skład
15 Dywizja Pancerna (maj 1941):
- 8 pułk pancerny
- 15 Zmotoryzowana Brygada Piechoty, złożona ze 104 i 115 pułków strzeleckich
- 33 pułk artylerii
- 33 Zmotoryzowany Dywizjon Rozpoznawczy
- 33 Zmotoryzowany Batalion Saperów
- 78 Zmotoryzowany Oddział Łączności

21 Dywizja Pancerna (październik 1941):
- 5 pułk pancerny (Panzer-Regiment 5)
- 104 pułk strzelców (Schützen Regiment 104)
- 20 batalion motocyklowy (Kradschützen-Bataillon 20)
- 155 pułk artylerii (Artillerie-Regiment 155)
- 3 batalion rozpoznawczy (Aufklärungs-Abteilung 3)
- 39 dywizjon przeciwpancerny (Panzerjäger-Abteilung 39)
- 200 batalion pionierów (Pionier-Bataillon 200)

90 Dywizja Lekka (listopad 1941):
- 155 pułk piechoty
- 361 Pułk Afrykański wraz z 361 Dywizjonem Artylerii i I kompanią artylerii przeciwlotniczej z 613 pułku artylerii plot
- III batalion 255 pułku piechoty
- III batalion 447 pułku piechoty
- 605 Dywizjon Niszczycieli Czołgów z 21 DPanc
- 900 Zmotoryzowany Batalion Saperów

164 Lekka Dywizja Afrykańska (z jednostek Dywizji Fortecznej Kreta), wrzesień 1942:
- 125 pułk grenadierów pancernych (trzybatalionowy)
- 382 pułk grenadierów pancernych (trzybatalionowy)
- 433 pułk grenadierów pancernych (trzybatalionowy)
- 220 zmotoryzowany pułk artylerii
- 220 zmotoryzowany dywizjon rozpoznawczy
- 220 zmotoryzowany batalion saperów

10 Dywizja Pancerna (koniec 1942)
501 Batalion Czołgów Ciężkich (koniec 1942)
503 Batalion Czołgów Ciężkich (koniec 1942)
Część 999 Lekkiej Dywizji Afrykańskiej (marzec 1943):
- 961 zmotoryzowany pułk strzelców (afrykański)
- 962 zmotoryzowany pułk strzelców (afrykański)
- 999 zmotoryzowany pułk artylerii
- 999 zmotoryzowany batalion pionierów

## Dowódcy Afrika Korps
- gen. por. Erwin Rommel – 14 lutego – 14 sierpnia 1941
- gen. por. Ferdinand Schaal – 15 sierpnia – 31 sierpnia 1941
- gen. wojsk pancernych Philipp Müller-Gebhard – 1 września – 14 września 1941
- gen. wojsk pancernych Ludwig Crüwell – 15 września 1941 – 8 marca 1942
- gen. wojsk pancernych Walther Nehring – 9 marca – 18 marca 1942
- gen. wojsk pancernych Ludwig Crüwell – 19 marca – 28 maja 1942
- gen. wojsk pancernych Walther Nehring – 29 maja – 31 sierpnia 1942
- gen. wojsk pancernych Gustav von Vaerst – 1 września 1942
- gen. wojsk pancernych Wilhelm Ritter von Thoma – 2 września – 3 listopada 1942
- płk Fritz Bayerlein – 4 listopada – 15 listopada 1942 (p.o.)
- gen. wojsk pancernych Gustav Fehn – 16 listopada 1942 – 27 lutego 1943
- gen. wojsk pancernych Hans Cramer – 28 lutego – 30 czerwca 1943

### Panzergruppe Afrika w boju

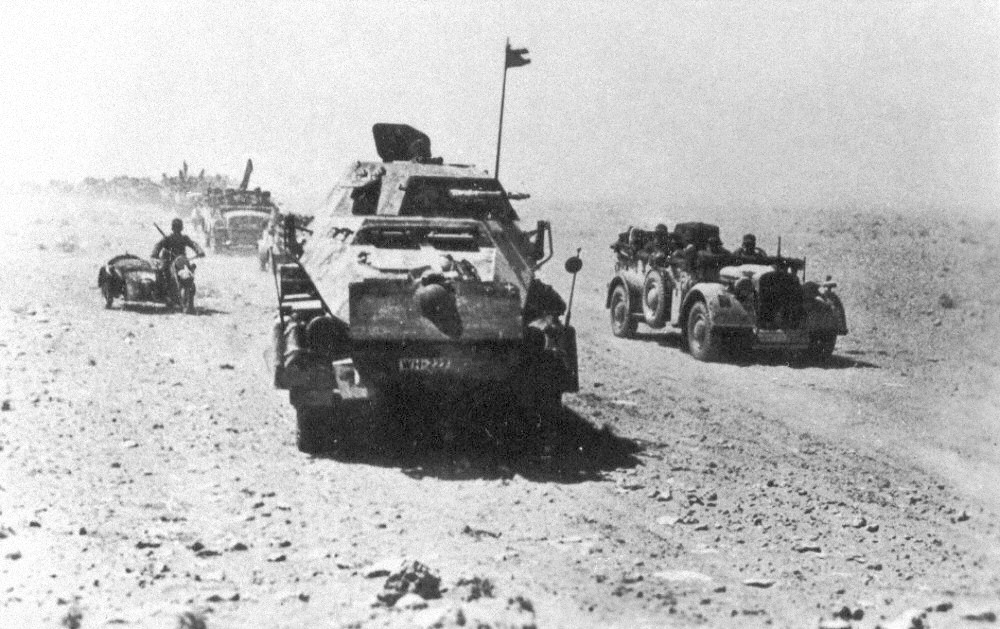
Afrika Korps w boju

Rommel znany był z zamiłowania do ryzyka oraz przeprowadzania szybkich operacji ofensywnych. Dowodzenie DAK dało mu duże możliwości, mimo tego, że OKH nakazało mu wstrzemięźliwość w planowaniu operacji i ścisłą współpracę z Włochami. Rommel miał jednak doskonałe warunki do prowadzenia wojny błyskawicznej. Pustynne równiny dawały duże możliwości manewrowe oraz premiowały działania ofensywne.
Pierwsze pododdziały bojowe wylądowały w Trypolisie 14 lutego i natychmiast zostały skierowane na front, gdzie trwała brytyjska ofensywa. 24 lutego 3 batalion rozpoznawczy starł się w okolicach Agedabii z brytyjskim patrolem, niszcząc trzy samochody pancerne. W następnych tygodniach na front przybyły kolejne oddziały niemieckie, m.in. 5 pułk pancerny, 2 i 8 zmotoryzowane bataliony karabinów maszynowych, 33 i 39 dywizjony niszczycieli czołgów, 1 dywizjon 75 pułku artylerii. Stworzono również specjalną jednostkę lotniczą złożoną z 60 bombowców Ju-87 i 20 myśliwców Bf-109.
W marcu brytyjska ofensywa dobiegła końca, co było wynikiem nie tylko wyczerpania wojsk i rosnącego oporu sił niemieckich, ale także decyzji brytyjskiego rządu o wysłaniu korpusu ekspedycyjnego do Grecji. Rommel wbrew zaleceniom Berlina podjął decyzję o rozpoczęciu działań zaczepnych i przekonał do tego dowództwo włoskie, uzyskując wsparcie w postaci dywizji pancernej Ariete oraz DP Brescia. Łącznie zgromadził 120 czołgów niemieckich i 255 włoskich. 24 marca wojska faszystowskie przeszły do ofensywy rychło przerwanej potężną burzą piaskową. Działania wznowiono 28 marca i już dwa dni później doszło do gwałtownych walk pod Marsa el Brega, a 1 kwietnia rozpoczęły się walki o Agedabię. 3 kwietnia front brytyjskiej obrony został przełamany i Rommel mógł podzielić swoje siły na cztery grupy bojowe, które przeszły do pościgu za rozbitą brytyjską 2DPanc. W ciągu następnego tygodnia zdobyto stolicę Cyrenajki – Benghazi, a poważniejszy opór Brytyjczycy zorganizowali dopiero w Mechilli, gdzie okrążono indyjską 3 brygadę piechoty, dowództwo 2 DPanc. australijski 3 pułk artylerii przeciwpancernej oraz mniejsze oddziały. 8 kwietnia po trzydniowych walkach brytyjski garnizon został rozbity, a dzień wcześniej inna grupa bojowa posuwająca się wzdłuż wybrzeża zdobyła Dernę, gdzie do niewoli dostał się dowódca zimowej ofensywy wojsk brytyjskich, generał O’Connor. Punktem zbiorczym wszystkich grup bojowych miał być Tobruk, lecz nie udało się zdobyć twierdzy z marszu, a wkrótce jej obrońców zasiliła australijska 9DP. W tej sytuacji, jednostki Afrika Korps musiały przystąpić do regularnego oblężenia. W drugiej dekadzie kwietnia ponawiano szturmy na twierdzę, lecz wszystkie ataki zakończyły się fiaskiem. Wiosenna ofensywa zakończyła się niepełnym sukcesem. Udało się wprawdzie wyprzeć Brytyjczyków z Cyrenajki, ale w ich rękach pozostał Tobruk, a ponadto nie rozbito dywizji australijskiej, która sprawnie przeprowadziła odwrót, a następnie wykrwawiła oddziały Afrika Korps. Niemiecka 5 DLek. pod koniec kwietnia niemal nie posiadała czołgów, a stany osobowe niektórych pododdziałów spadły do 25% stanu etatowego. Oddziałom frontowym brakowało amunicji, paliwa oraz wody. Sprzęt, który doskonale sprawował się w Europie, na pustyni stawał się bardzo podatny na awarie.
W maju do Libii przybyła 15 DPanc. i odegrała decydującą rolę w odparciu brytyjskiej ofensywy prowadzonej w ramach operacji Brevity. W początkowych sukcesach wojska brytyjskie zostały odrzucone silnym kontratakiem w którym główną rolę odegrały 8 pułk czołgów oraz 15 batalion motocyklowy. Znacznie większy rozmach miała kolejna ofensywa prowadzona w ramach operacji Battleaxe, która ruszyła 15 czerwca. W ataku uczestniczyły indyjska 4 DP oraz brytyjska 7 DPanc., czyli formacje wsławione rozbiciem armii włoskiej kilka miesięcy wcześniej. Jednak i tym razem 15 DPanc. wsparta później przez 5 DLek. odparła atak i odrzuciła aliantów, aż do Sidi Barrani. O sukcesie wojsk niemieckich przesądziło świetne współdziałanie różnych rodzajów broni.
Rosnąca liczba jednostek niemieckich i włoskich skłoniła naczelne dowództwa w Rzymie i Berlinie do reorganizacji podległych sobie wojsk. Powołano Panzergruppe Afrika, na czele której stanął Erwin Rommel i w jej skład weszły Deutsche Afrika Korps oraz XXI korpus włoski. W październiku 5 DLek. została przekształcona w 21 DPanc. Obok dwóch dywizji pancernych w składzie Afrika Korps znalazła się również Dywizja Afrykańska, przemianowana później na 90 DLek. Wśród żołnierzy dywizji znalazło się wielu byłych weteranów Legii Cudzoziemskiej, znających specyfikę służby i walki na pustyni. W przededniu kolejnej brytyjskiej ofensywy dołączono także włoską DP Savona, co zwiększyło siłę Afrika Korps do czterech dywizji. 18 listopada rozpoczęła się operacja Crusader mająca na celu odblokowanie oblężonego od kwietnia Tobruku. 19 i 20 listopada 15 i 21 DPanc. odparły uderzenie brytyjskiej 7 DPanc., zadając przeciwnikowi bardzo ciężkie straty. Jednocześnie Dywizja Afrykańska odparła ataki załogi Tobruku. Kolejne dni przyniosły Niemcom kolejne sukcesy i do 23 listopada Brytyjczycy stracili blisko 300 czołgów, przy stratach niemieckich wynoszących zaledwie 40 maszyn. W tej sytuacji, Rommel postanowił przejść do ataku i rozbić siły alianckie. Przez cały dzień 23 listopada trwała zacięta bitwa pancerna, w wyniku której pobite oddziały brytyjskie rozpoczęły odwrót, ale wieczorem Afrika Korps miał tylko 61 sprawnych czołgów. Kiedy wojska niemieckie zwycięsko atakowały, na północnym odcinku frontu nowozelandzka 2 DP 25 listopada przebiła „korytarz” do oblężonego Tobruku. W tej sytuacji, obie dywizje pancerne Afrika Korps musiały zawrócić i wspólnie z 90 DLek. zlikwidować wyłom. Zacięte walki toczyły się do 30 listopada i zakończyły się ponownym przywróceniem linii frontu, lecz było to „pyrrusowe zwycięstwo”. 3 grudnia Afrika Korps miał zaledwie 34 sprawne czołgi. W czasie trwania operacji Crusader utracono 167 czołgów i wozów bojowych. Bardzo duże były straty w ludziach: 600 zabitych, 1900 rannych i 2200 zaginionych. Wśród poległych był dowódca 15 DPanc. generał major Walter Neumann-Silkov, a do niewoli dostał się dowódca 21 DPanc. generał major Johan von Ravenstein. Rommel zdawał sobie sprawę, że mimo taktycznego zwycięstwa, musi rozpocząć odwrót, aby uniknąć całkowitej klęski w razie nowej ofensywy aliantów. Mistrzowsko prowadzona operacja odwrotowa zakończyła się 25 grudnia w Adegabbi, skąd dziewięć miesięcy wcześniej ruszyła niemiecka ofensywa. Osłonę całej Panzergruppe Afrika stanowił 15 batalion motocyklowy, liczący zaledwie 70 żołnierzy i wyposażony w trzy armatki przeciwpancerne i kilkanaście pojazdów. Na pograniczu libijsko-egipskim pozostały odcięte załogi twierdz w Bardii i Sollum, a także żołnierze broniący przełęczy Halfaya, o którą od kwietnia toczyły się niezwykle krwawe walki. Wszystkie te placówki poddały się w styczniu 1942 roku. Duży respekt, jaki mieli Brytyjczycy przed oddziałami niemieckimi, sprawił, że pościg był prowadzony niemrawo i umożliwił Rommlowi przygotowanie nowej linii obrony. Przybycie transportów zaopatrzenia pozwoliło na stoczenie nowej bitwy w okolicach Agedabii, zakończonej niemieckim sukcesem. W dniach 27–29 grudnia Niemcy i Włosi zniszczyli 136 czołgów z 1 i 7 DPanc., co skutecznie zahamowało brytyjską ofensywę. Pomimo tego Rommel oddał Agedabię, a następnie przygotował nowe przeciwuderzenie, które ruszyło 21 stycznia. Korzystając z faktu związania sił brytyjskich przez XX korpus włoski, oddziały Afrika Korps obeszły skrzydło przeciwnika i przejęły magazyny broni i zaopatrzenia. W zdobytym Benghazi łupem wojsk niemieckich padło blisko 100 czołgów oraz kilkaset samochodów. Do 9 lutego Niemcy i Włosi dotarli na linię w Ghazali, gdzie front ustabilizował się na prawie trzy miesiące.
26 maja rozpoczęła się kolejna ofensywa wojsk „osi”. Tym razem Rommel dysponował pełnymi stanami osobowymi i sprzętowymi w swoich jednostkach, co pozwoliło na zrównoważanie przewagi aliantów w tej dziedzinie. Oddziały Afrika Korps miały w tej bitwie za zadanie obejść od południa pozycje obronne i dotrzeć do brzegu morza. Początkowo operacja odbywała się zgodnie z planem i siły DAK wdarły się głęboko w ugrupowanie aliantów, lecz na tyłach pozostała zaciekle broniąca się w oblężonym forcie Bir Hakim inna legendarna jednostka – 13 półbrygada Legii Cudzoziemskiej. W efekcie, Afrika Korps nie mógł być zaopatrywany i Rommel podjął dramatyczną decyzję o przebijaniu się na zachód w celu połączenia z siłami włoskimi. Na drodze odwrotu stała brytyjska 150 brygada piechoty wsparta przez 80 czołgów A12 Matilda Mk II. Po zaciętych walkach udało się przebić „korytarz” do własnych oddziałów, ale za cenę bardzo dużych strat. 1 czerwca Afrika Korps miał niespełna połowę czołgów w porównaniu z początkiem ofensywy. Co więcej, w następnych dniach jednostki korpusu uczestniczyły w zdobywaniu fortu Bir Hakim, który blokował poczynania niemieckie oraz musiały odpierać silne kontruderzenie brytyjskie wyprowadzone 5 czerwca przez generała Neile’a Ritchie. Dopiero 10 czerwca udało się zdobyć Bir Hakim, po czym obie dywizje pancerne Afrika Korps wspierane przez 90 DLek. ruszyły w kierunku Tobruku. W dniach 11–14 czerwca na południe od twierdzy toczyły się zacięte walki, w wyniku których brytyjska 8 Armia została zmuszona do odwrotu. Do Tobruku przebiła się jedynie 1 Dywizja Południowoafrykańska, silnie zdemoralizowana dotychczasowymi walkami. W efekcie, nie wytrzymała silnego uderzenia prowadzonego z jednej strony przez włoski XX korpus, a z drugiej przez obie dywizje pancerne Afrika Korps. 21 czerwca Tobruk skapitulował po zaledwie jednodniowej obronie. W ręce żołnierzy Rommla wpadły znaczne ilości sprzętu i paliwa oraz 43 tysiące jeńców, a sam dowódca otrzymał buławę feldmarszałka. W tej sytuacji, postanowił on kontynuować natarcie licząc na szybkie opanowanie Aleksandrii. Początkowo cel wydawał się bliski realizacji i 1 lipca wojska niemieckie dotarły do El Alamein. Tak doszło do Pierwszej bitwy pod El Alamein, podczas której jednostkom Afrika Korps przypadło główne zadanie przełamania brytyjskich linii obronnych. Przez cały miesiąc toczyły się zacięte walki, lecz frontu nie udało się przełamać, a dywizje niemieckie zostały wykrwawione. Warto powiedzieć, że liczba sprawnych czołgów spadła do 47, każda z dywizji pancernych miała po 20 dział, a pułki piechoty liczyły kilkuset zdolnych do walki żołnierzy. Ponadto Brytyjczycy zerwali z dotychczasową taktyką sztywnej obrony i bardzo często kontratakowali, co w kilku przypadkach spowodowało znaczne kłopoty w szeregach wojsk „osi”. W tej sytuacji, Rommel przerwał operację i postanowił przygotować kolejną wielką ofensywę. Podobnie jak w maju pod Ghazalą, oddziały włoskie wspierane przez 90 DLek. oraz świeżo przerzuconą do Afryki 164 DP, miały związać Brytyjczyków od frontu, natomiast Afrika Korps złożony z obu dywizji pancernych otrzymał zadanie oskrzydlenia przeciwnika. Jednak tym razem mimo licznych wzmocnień Rommel był dużo słabszy od swojego nowego rywala, którym był generał Bernard Montgomery. W składzie dowodzonej przez niego 8 Armii znalazło się osiem dywizji, w tym trzy pancerne. W większości były to jednostki doświadczone i mające udział w licznych operacjach od początku wojny w Afryce. 30 sierpnia wojska „osi” zaatakowały, lecz główna siła manewrowa, którą stanowił Afrika Korps natknęła się na pola minowe, a także została poddana silnym uderzeniom powietrznym. W efekcie, poniesiono bardzo duże straty, szczególnie w kadrze dowódczej. Poległ dowódca 21 DPanc. generał major Georg von Bismarck, a ciężko ranny został dowódca DAK generał broni pancernej Walther Nehring. W tej sytuacji już 1 września Rommel wydał rozkaz wstrzymania ofensywy, okopania się i oczekiwania na uderzenie brytyjskie. Jednak perspektywy były niedobre, gdyż Brytyjczycy ponownie nasilili ataki na niemiecko-włoskie linie komunikacyjne, zarówno na morzu, jak i na lądzie. Ponadto samochód ciężarowy jadący z Tobruku na linię frontu potrzebował trzech dni na pokonanie tej drogi, podczas gdy Brytyjczykom droga z Aleksandrii zajmowała dwie godziny. Pozwoliło to Montgomery’emu na uzyskanie olbrzymiej przewagi materiałowej, co zadecydowało o losach drugiej bitwy pod El-Alamein. Na oddziały Afrika Korps spadł główny ciężar odpierania uderzenia, ale przewaga brytyjska była już zbyt duża. W toku dwutygodniowych walk utracono resztę sprzętu, który pozostał z wcześniejszych walk w tym rejonie i w tej sytuacji Rommel wydał rozkaz przejścia do odwrotu. Do resztek obu niemieckich dywizji pancernych dołączono niedobitki włoskich formacji: DPanc. „Ariete” i „Littorio”. Brak amunicji uniemożliwiał zorganizowanie nowych linii oporu o czym myślał Rommel i w efekcie w walkach odwrotowych utracono niemal wszystkie ocalałe dotychczas czołgi. 13 listopada wojska brytyjskie wkroczyły do Tobruku. W obliczu inwazji anglo-amerykańskiej na Algierię i Maroko, Rommel opowiadał się za całkowitym opuszczeniem Afryki, lecz Hitler i Włosi zdecydowanie się temu sprzeciwili, polecając feldmarszałkowi obronę Trypolitanii. Pod koniec listopada ocalałe niedobitki Afrika Korps, brygady spadochronowej oraz obu dywizji piechoty dotarły do Trypolisu, gdzie pozostały do stycznia 1943 roku.

## Mundury i wyposażenie

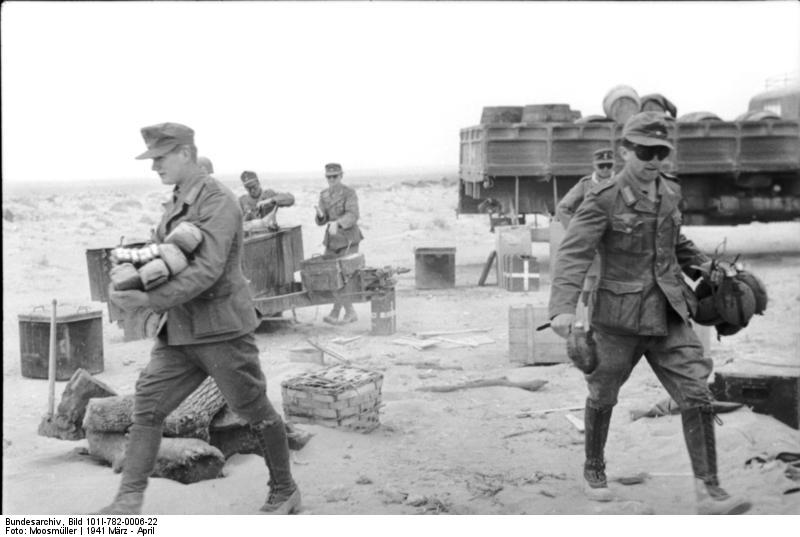
Żołnierze Afrika Korps

Oddziały Afrika Korps nosiły początkowo mundury oliwkowo-zielone, później barwy khaki. Na czapkach i na lewej piersi (tuż nad kieszenią) munduru miały być noszone Parteiadlery, dodatkowo na lewym ramieniu znajdowała się wstęga korpusu. Kurtka Afrika Korps różniła się od klasycznej Feldbluse wykładanym kołnierzem. Noszono do niej piaskową koszulę z zielonym krawatem oraz bryczesy i wysokie sznurowane buty tropikalne. Czapki polowe miały długie daszki chroniące oczy przed promieniami słonecznymi. Często zamiast kurtek były noszone koszule koloru khaki z dwiema kieszeniami oraz luźne szorty. Wysokie tropikalne buty zastępowano wtedy trzewikami i długimi wełnianymi skarpetkami.
Podstawowe umundurowanie i wyposażenie szeregowego piechoty DAK (stan na luty 1941):
- Ładownice skórzane, brązowe, groszkowane do karabinka Kar98k, bądź (w przypadku oficerów i podoficerów) płócienne do pistoletu maszynowego MP40, koloru piaskowego bądź oliwkowozielonego, ze skórzanymi zapięciami,
- Bagnet S84/98/34 w żabce parcianej z metalową pochwą,
- Hełm tropikalny korkowy w płóciennym pokrowcu z metalowymi emblematami wojsk,
- Stahlhelm M1935, bądź M1940 koloru piaskowego, z moskitierą,
- Kurtka płócienna barwy oliwkowej, beżowej bądź piaskowej M1941 – naramienniki z białą wypustką, na prawym mankiecie wstęga z białym napisem Afrika Korps na czarnym tle ze srebrną obwódką; guziki na bluzie z politurą typu groszek, standardową dla całości sił zbrojnych III Rzeszy,
- Spodnie płócienne koloru oliwkowego, beżowego bądź piaskowego M1941,
- Szorty drelichowe M1941, koloru piaskowego bądź oliwkowego,
- Buty skórzano-płócienne sznurowane pod kolano,
- Czapka polowa wzorowana na M38 (odróżniał ją m.in. brak klap po bokach), koloru piaskowego, beżowego bądź oliwkowozielonego, z obszyciami Wehrmachtu (orzeł i kokarda) na piaskowej podkładce,
- Pas i szelki parciane, koloru oliwkowego (klamra pasa standardowego wzoru Wehrmachtu – orzeł ze swastyką w wieńcu w szponach i napisem Gott mit uns),
- Chlebak M31, płócienny, pozbawiony elementów skórzanych (paski i zapięcia były parciane w kolorze piaskowym bądź oliwkowozielonym), koloru oliwkowozielonego; guziki standardowe, trzydziurkowe,
- Puszka na maskę przeciwgazową, koloru piaskowego oraz na torbę na pelerynę przeciwiperytową Gasplane w kolorze piaskowym,
- Plecak typu Rücksack, koloru piaskowego bądź oliwkowozielonego,
- Manierka aluminiowa Feldflasche M1931, z pokrowcem płóciennym i paskami parcianymi oraz kubkiem bakelitowym bądź aluminiowym,
- Menażka M1931,
- Płachta namiotowa typu Zeltbahn M1931,
- Saperka M1931, standardowy wzór Wehrmachtu, w pokrowcu skórzanym,
- Gogle przeciwpyłowe.

W 1942 r. mundury Afrika Korps wprowadzono także jako ubiór letni Wehrmachtu na terenach o ciepłym klimacie, takich jak Sycylia.

## Sława Afrika Korps
Afrika Korps był jedną z najsławniejszych niemieckich jednostek II wojny światowej, o której mówiło się w całej III Rzeszy, a jej działania obrosły legendą. Jest kilka przyczyn takiego stanu rzeczy:
- umiejętna strategia prowadzenia działań wojennych przez Erwina Rommla,
- niewielkie siły, jakimi dysponował Afrika Korps, na bardzo rozległym obszarze,
- skuteczność działań prowadzonych przeciw wojskom koalicji antyhitlerowskiej,
- doskonałe wyszkolenie, zgranie i właściwy dobór żołnierzy,
- brak szkolenia ideologicznego,
- na Deutsches Afrikakorps nie ciążą oskarżenia o zbrodnie na ludności cywilnej[potrzebny przypis].